# I’d Do Anything for Love (But I Won’t Do That)
Az I’d Do Anything for Love (But I Won't Do That) Meat Loaf legnagyobb slágere, amelyet 1994-ben két Grammy-díjjal jutalmaztak.

## Története
A dal 1993-ban jelent meg és rögtön 28 ország slágerlistájának első helyét foglalta el, köztük a brit toplista és a Billboard Hot 100 első helyét is. Ausztráliában 8 hétig állt az első helyen, az Amerikai Egyesült Államokban pedig platinalemezzel jutalmazták.
A 12 perces dal utolsó három percében egy női hang is felcsendül, aki nem más, mint a Mrs Loud művésznéven emlegetett Lorraine Crosby, aki szintén ezzel a dallal lett világszerte ismert. A videóklipben nem ő, hanem egy Dana Patrick nevű modell helyettesítette, az élő koncerteken pedig az akkor frissen Meat Loaf mellé került Patti Rousso.

## Helyezések
| Listák (1993)                          | Legjobb helyezés |
| -------------------------------------- | ---------------- |
| Ausztrália (ARIA)                      | 1                |
| Ausztria (Ö3 Austria Top 40)           | 1                |
| Belgium (Ultratop 50 Flanders)         | 1                |
| Kanada Top Singles (RPM)               | 1                |
| Kanada Adult Contemporary Tracks (RPM) | 13               |
| Dánia (IFPI)                           | 1                |
| Európa (Eurochart Hot 100)             | 1                |
| Finnország (Suomen virallinen lista)   | 4                |
| Franciaország (Single Top 100)         | 4                |
| Németország (Media Control Charts)     | 1                |
| Írország (Íslenski Listinn Topp 40)    | 1                |
| Hollandia (Top 40)                     | 1                |
| Hollandia (Single Top 100)             | 1                |
| Új-Zéland (Recorded Music NZ)          | 1                |
| Norvégia (VG-lista)                    | 1                |
| Svédország (Sverigetopplistan)         | 1                |
| Svájc (Schweizer Hitparade)            | 1                |
| Egyesült Királyság (UK Singles Chart)  | 1                |
| US Billboard Hot 100                   | 1                |
| US Adult Contemporary (Billboard)      | 9                |
| US Mainstream Rock (Billboard)         | 10               |
| US Mainstream Top 40 (Billboard)       | 2                |
| US Rhythmic (Billboard)                | 25               |

| Listák (1993)                         | Legjobb helyezés |
| ------------------------------------- | ---------------- |
| Ausztrália (ARIA)                     | 1                |
| Ausztria (Ö3 Austria Top 40)          | 20               |
| Belgium (Ultratop)                    | 51               |
| Kanada Top Singles (RPM)              | 10               |
| Európa (Eurochart Hot 100)            | 16               |
| Németország (Official German Charts)  | 17               |
| Izland (Íslenski Listinn Topp 40)     | 7                |
| Hollandia (Dutch Top 40)              | 10               |
| Hollandia (Single Top 100)            | 6                |
| Új-Zéland (Recorded Music NZ)         | 6                |
| Egyesült Királyság (UK Singles Chart) | 1                |
| US Billboard Hot 100                  | 36               |

| Listák (1994)                        | Legjobb helyezés |
| ------------------------------------ | ---------------- |
| Ausztria (Ö3 Austria Top 40)         | 14               |
| Belgium (Ultratop)                   | 56               |
| Kanada Adult Contemporary (RPM)      | 97               |
| Európa (Eurochart Hot 100)           | 10               |
| Franciaország (SNEP)                 | 43               |
| Németország (Official German Charts) | 20               |
| Svédország (Sverigetopplistan)       | 88               |
| Svájc (Schweizer Hitparade)          | 32               |
| US Billboard Hot 100                 | 38               |

| Lista (1990–1999)    | Legjobb helyezés |
| -------------------- | ---------------- |
| US Billboard Hot 100 | 40               |

## Fordítás
Ez a szócikk részben vagy egészben  az   I'd Do Anything for Love (But I Won't Do That) című angol Wikipédia-szócikk fordításán alapul.  Az eredeti cikk szerkesztőit annak laptörténete sorolja fel. Ez a jelzés csupán a megfogalmazás eredetét és a szerzői jogokat jelzi, nem szolgál a cikkben szereplő információk forrásmegjelöléseként.